# 西格拉摩根郡

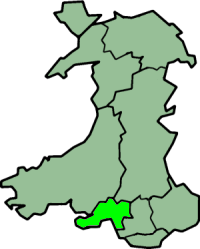
西格拉摩根郡

51°49′19″N 3°49′59″W / 51.822°N 3.833°W
西格拉摩根郡（英語：West Glamorgan）是英國威爾斯的一個郡，設立於1974年，據1972年地方制度法而設立。在1974年至1996年期間，西格拉摩根郡曾經設有郡議會。西格拉摩根郡轄設有四個區，郡內的最大城市是斯旺西。